# Vasum cassiforme
Vasum cassiforme är en snäckart som beskrevs av Kiener 1841. Vasum cassiforme ingår i släktet Vasum och familjen Turbinellidae. Inga underarter finns listade i Catalogue of Life.